# カワノリ
カワノリ（学名: Prasiola japonica）は、カワノリ目カワノリ科に属する淡水性の藻類。かつては緑藻綱アオサ目に分類されていたが、系統学的な研究によりトレボウクシア藻綱に分類が改められた。

## 分布
日本に生息。岐阜県や栃木県、熊本県などの河川に生息し、日本海側の河川には分布しないと考えられてきたが、実際には日本海に注ぐ河川の上流にも分布しており、長野県南佐久郡佐久穂町の都沢川（信濃川水系）に生息する群は、長野県の文化財となっている。渓流の岩石に着生して生活するが生息数は少なく、日本では絶滅危惧種に指定されている。

## 生態
アオサのような緑色のうすい葉状体を形成し、長さはおよそ10-20 cm。主に無性生殖で繁殖するが、接合子をつくり有性生殖する例も知られている。遊走子はもたない。

## 利用
夏から秋にかけて採集され、川海苔として食用にされる。産地の河川名を頭につけて呼ばれることもあり、大谷川のり、桂川のり、菊池のり、芝川のりなどと呼ばれる川海苔が存在する。なお懐石料理の高級食材としても使われる水前寺のりは、藍藻（シアノバクテリア）に分類される食用の念珠藻の一種である。